# Ammatomus rogenhoferi
Ammatomus rogenhoferi  (лат.) — вид песочных ос рода Ammatomus из подсемейства Bembicinae (триба Gorytini).
Палеарктика: Европа, Кавказ, Малая и Средняя Азия, Израиль, Китай.
Осы мелкого размера (самки 8-11 мм, самцы 6-10 мм). Промежуточный сегмент в задней части голый, без волосков. Базальная жилка переднего крыла соединяется с субкостальной жилкой рядом с птеростигмой. Лицо узкое. На боках среднегруди эпикнемиальные кили отсутствуют. Гнездятся в земле. Ловят мелких цикадок. Вид был впервые описан в 1888 году австрийским энтомологом Антоном Хандлиршем.